# Vladimír Schulz
Vladimír Schulz, křtěný Vladimír Antonín František (25. července 1883 Chotěboř – 12. října 1953 Praha-Nové Město), byl český akademický malíř, grafik a pedagog.

## Život
Vladimír Schulz se narodil v Chotěboři do rodiny soudního adjunkta Antonína Schulze. Vladimír měl již od dětství zálibu v malování a jeho nejmilejší věcí byly barvičky. V roce 1885 se s rodiči přestěhoval do Jindřichova Hradce, kde absolvoval obecnou školu. Jedním ze spolužáků Vladimíra Schulze byl pozdější básník Josef Šimánek. V roce 1895 došlo k dalšímu stěhování, a to do Dvora Králové nad Labem, kde byl Vladimírův otec jmenován soudcem okresního soudu. Ve Dvoře Králové pokračoval ve studiu na gymnáziu a vytvářel i svá první malířská díla. V roce 1903 odmaturoval a odjel do Prahy studovat na malířskou akademii. Studium absolvoval u prof. Hanuše Schwaigra. V roce 1908 úspěšně absolvoval akademii a následně složil státní profesorské zkoušky. Stal se asistentem a suplujícím profesorem kreslení na reálce v Praze I v Dušní. Roku 1912 se oženil s Annou Seidlovou. Kromě své učitelské profese také maloval a svá díla vystavoval v Jindřichově Hradci, Kutné Hoře, Hradci Králové, Jaroměři a v mnoha dalších městech.
Vladimír Schulz zemřel 12. října 1953 v nemocnici na pražském Karlově náměstí a následný pohřeb byl žehem ve Strašnickém krematoriu 17. října 1953.

## Galerie

Pohled ze Strahova (olej na kartonu)
Pohled na Prahu z ptačí perspektivy (akvarel na papíře) 1952
Polní cesta (olej na malířské lepence)
Na okraji lesa (olej na kartonu)